# Café Achteck

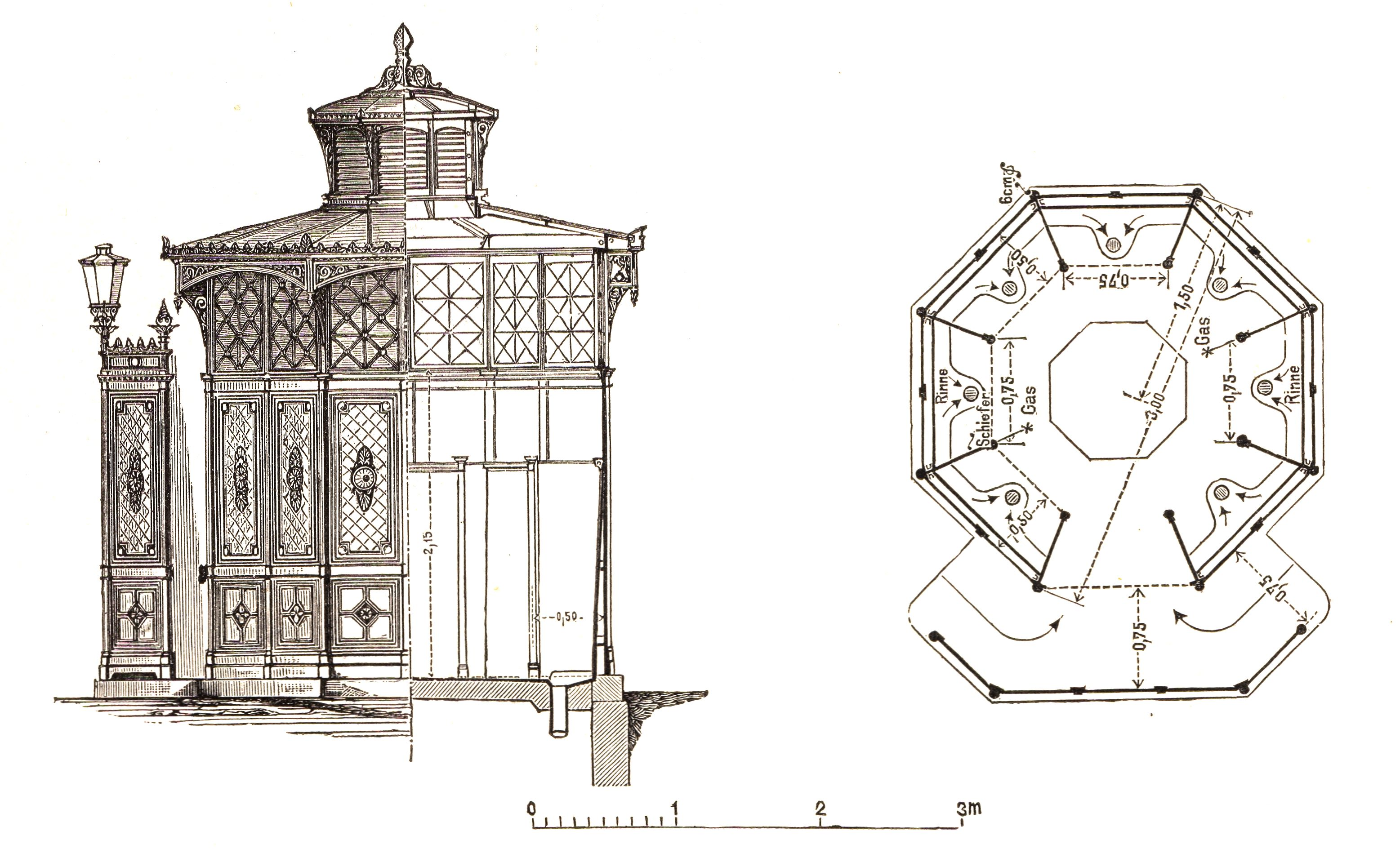
Aufriss, Schnitt und Grundriss, aus Berlin und seine Bauten, 1896

Café Achteck ist eine scherzhafte Bezeichnung für bestimmte öffentliche Pissoirs in Berlin. Diese Bedürfnisanstalten bestehen aus sieben grün lackierten gusseisernen Wandsegmenten und bilden einen achteckigen Grundriss. Die achte Wand fehlt und bildet den Eingang, bei dem ein davor stehender Paravent aus mindestens drei Segmenten einen Sichtschutz bildet. Der Entwurf für diese Bedürfnisanstalten stammte vom Stadtbaurat Carl Theodor Rospatt aus dem Jahr 1878. Im Jahr 1920 gab es etwa 142 von diesen Pissoirs in Groß-Berlin. Auch heute sind noch einige erhaltene Exemplare im Stadtbild zu finden. Sie bieten im Innern sieben Stehplätze.

## Geschichte

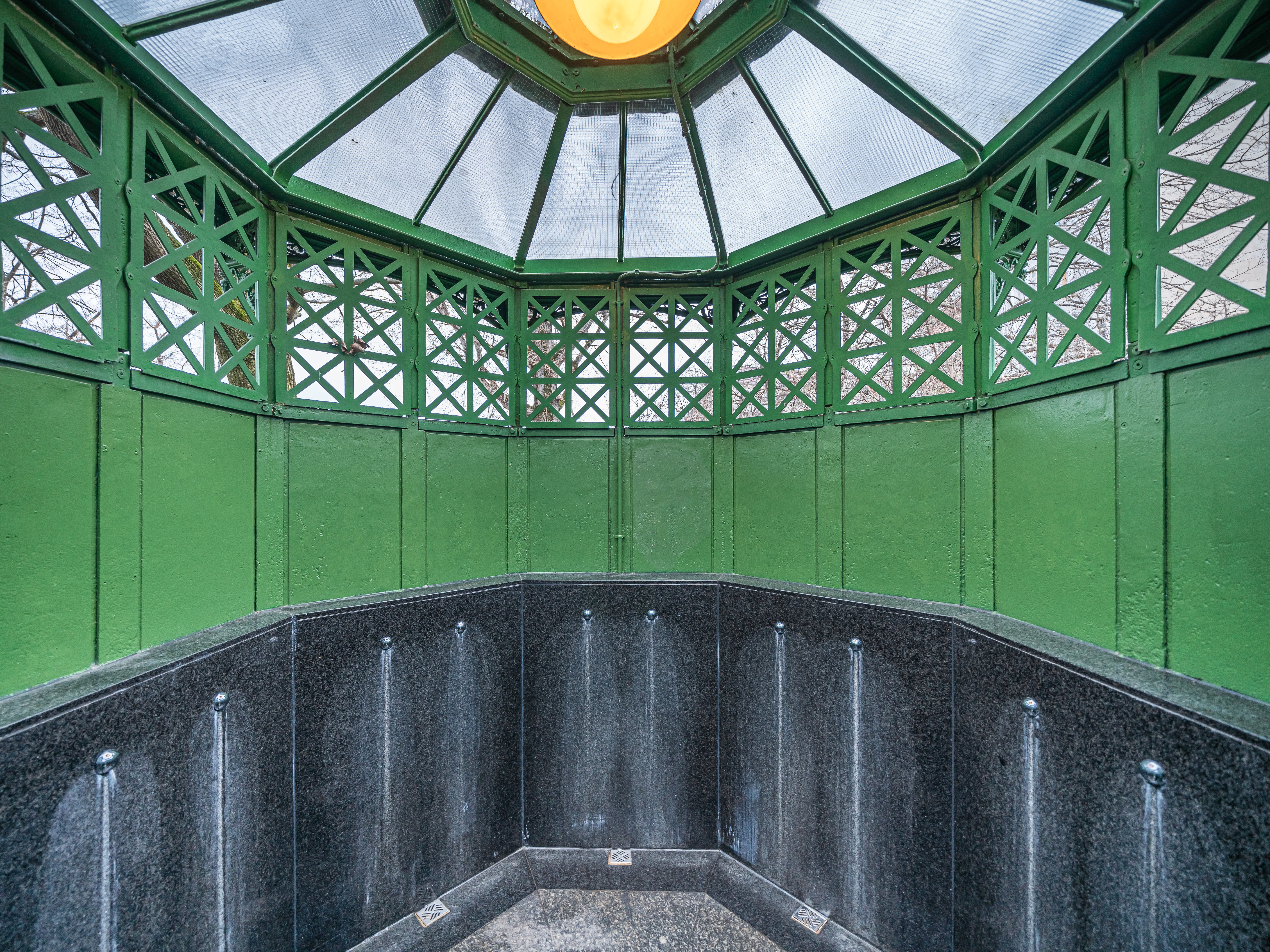
Heutige Innenansicht eines Café Achteck (am Pekinger Platz)

Die Vorgängertypen, deren Aufstellung vom damaligen Polizeipräsidenten Guido von Madai Anfang der 1870er Jahre veranlasst wurde und die dem Café Achteck weichen mussten, trugen die umgangssprachliche Bezeichnung Madai-Tempel. Die aufkommende Konkurrenz bewirkte im Jahre 1889 ein ebenfalls achteckiges, aber runderes Modell der Unternehmergruppe Asten und Hirschberg, das dann von den Berlinern wegen der Ähnlichkeit mit gleichnamigen Bauten als Rotunde bezeichnet wurde.
Die ersten beiden Anlagen des Rospattschen Typs sind 1879 auf dem Weddingplatz und dem Arminiusplatz (Rathausvorplatz in Moabit) aufgestellt worden. Der offiziell Waidmannslust genannte Typ wurde bald auch von den Nachbarstädten oder -gemeinden Berlins übernommen. Diese Steh-Pissoirs mit Wasserspülung waren eine reine Männerdomäne. Die Außenwände bestehen aus ornamental verzierten Gusseisenplatten, als Dachkrönung dient eine achtseitige Lüftungshaube. Der Eingang ist durch eine dreiseitige Schutzwand verdeckt. Erst um das Jahr 1900 herum gab es auf den Plätzen auch Damen-WCs. Die Anlage am Stephanplatz im Stephankiez wurde 1899 nach einem Entwurf aus dem Jahr 1878 aufgestellt.
Bis 1997 befanden sich die Anlagen im Westteil Berlins im Verantwortungsbereich der Berliner Stadtreinigungsbetriebe (BSR), die Anlagen im Ostteil wurden bis 1990 vom VEB Stadtwirtschaft Berlin unterhalten, der anschließend in der BSR aufging. Ab 1997 übernahm der Straßenmöbellieferant Wall AG alle Anlagen. Seit Anfang der 1990er Jahre wurden einige Exemplare renoviert und sind wieder in Betrieb, darunter seit 2000 die Anlage am Stephanplatz. Die denkmalgerechte Sanierung eines Café Achteck kostete rund 250.000 Mark. Einige Anlagen wurden umgebaut und in den alten Eisenbauten zwei getrennte WCs nach modernem Standard für Männer und Frauen eingerichtet.

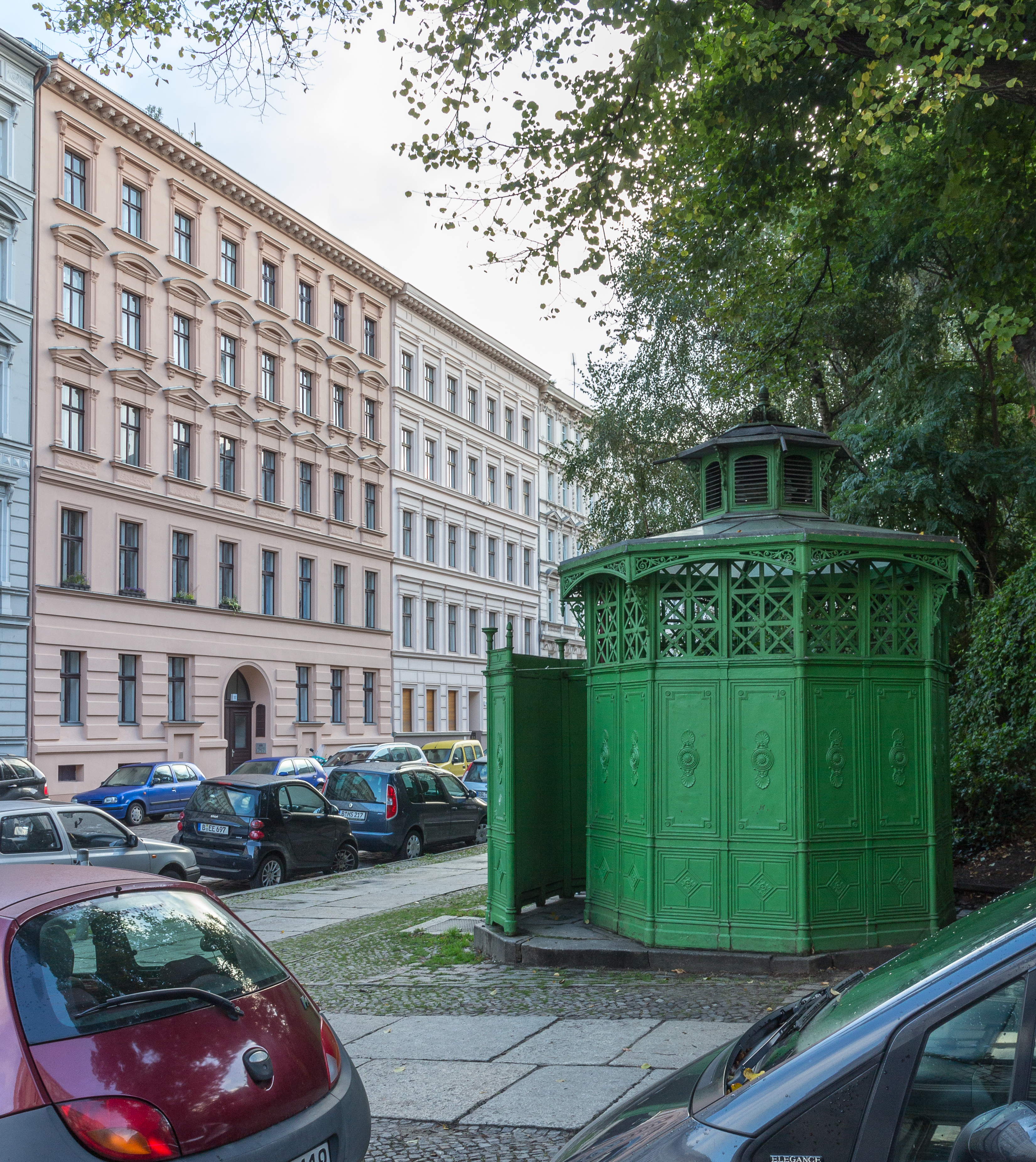
Chamissoplatz
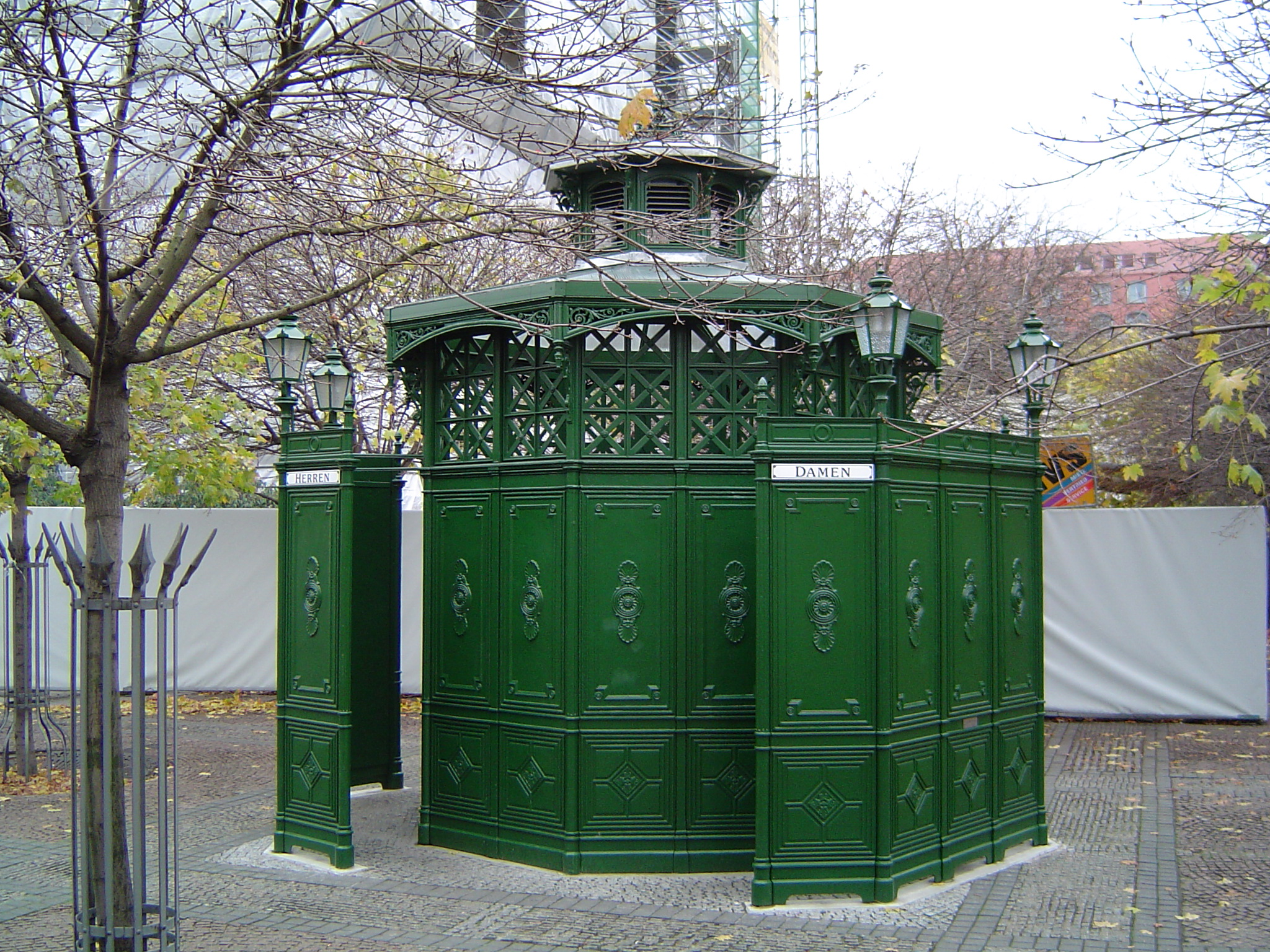
Gendarmenmarkt
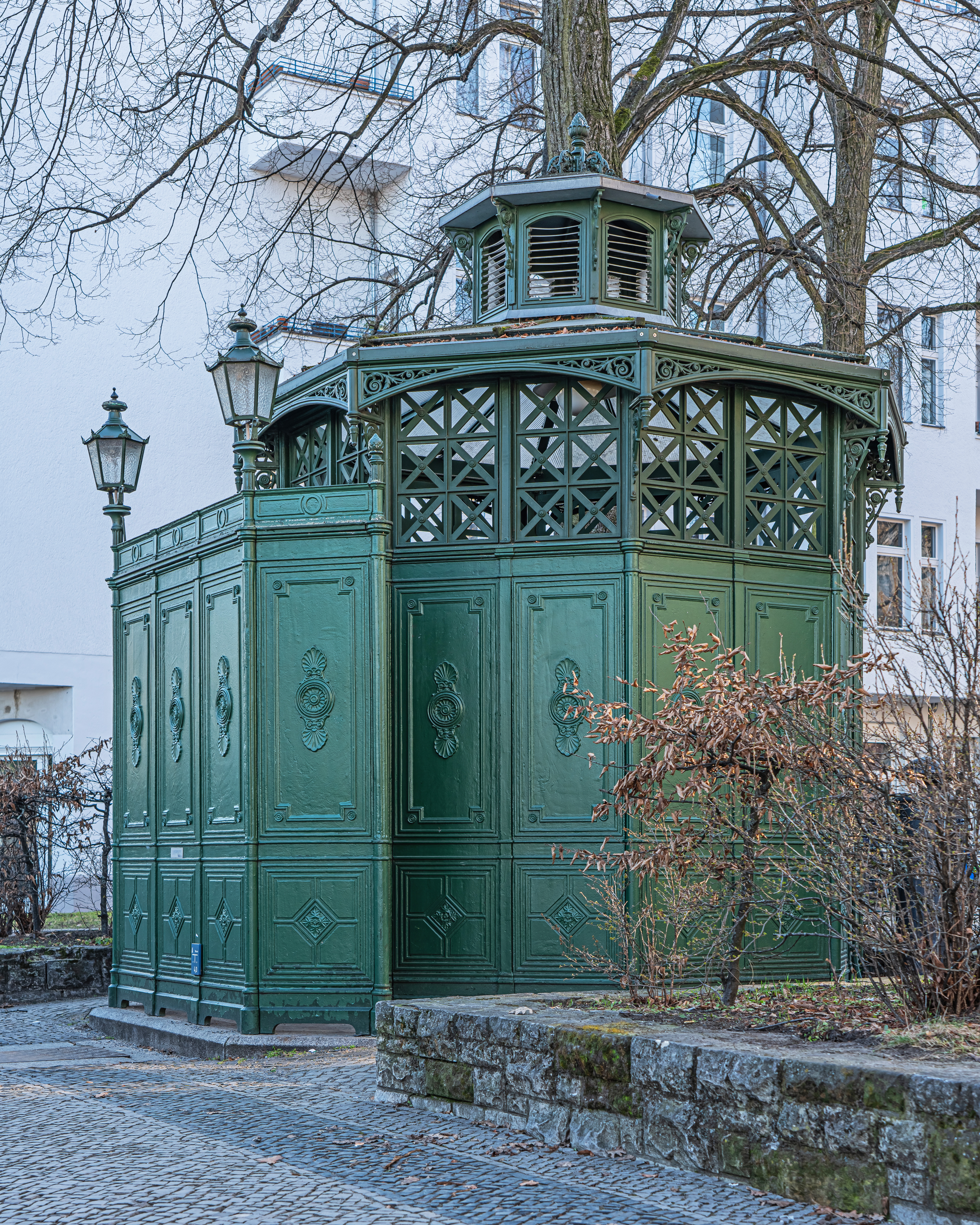
Leuthener Platz
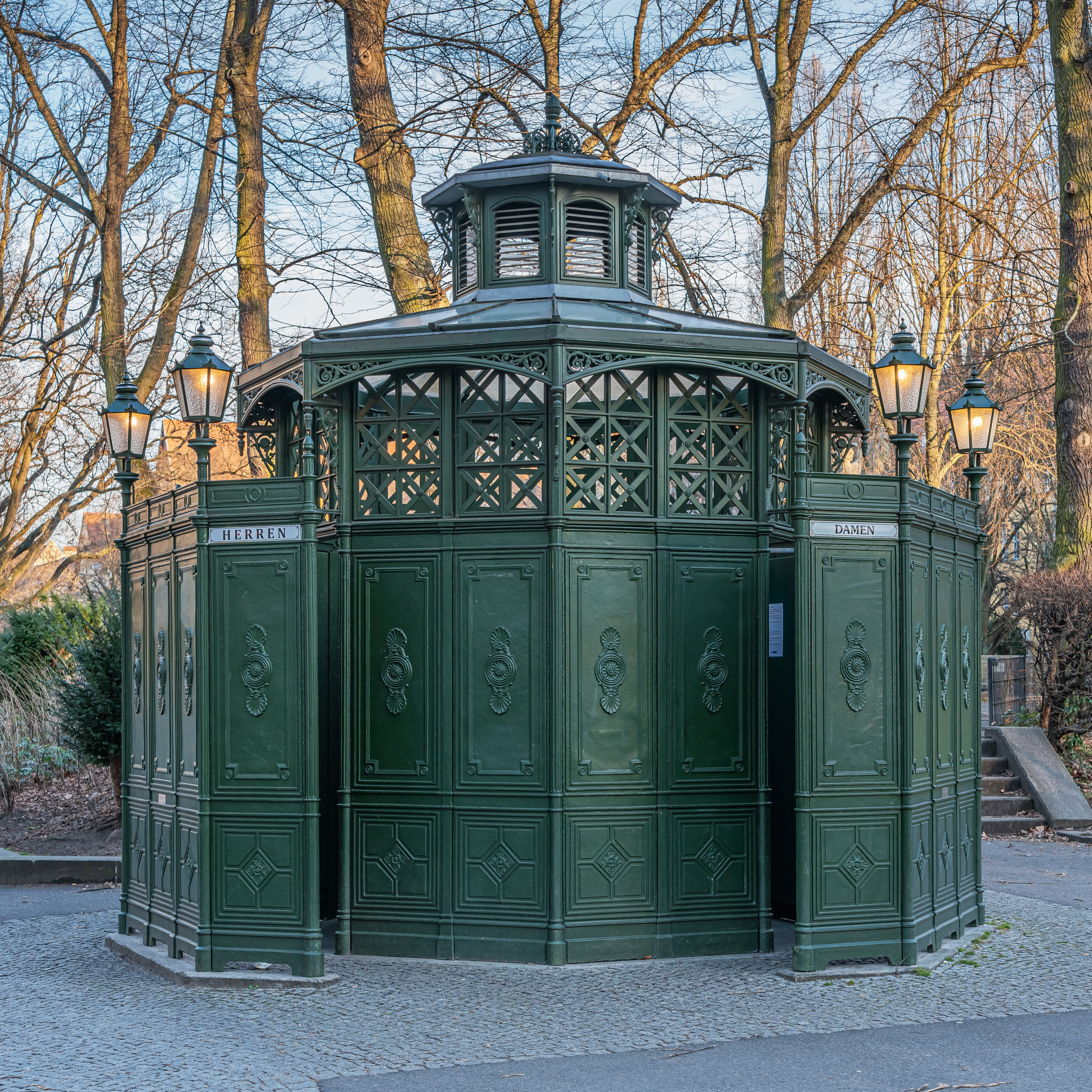
Rüdesheimer Platz
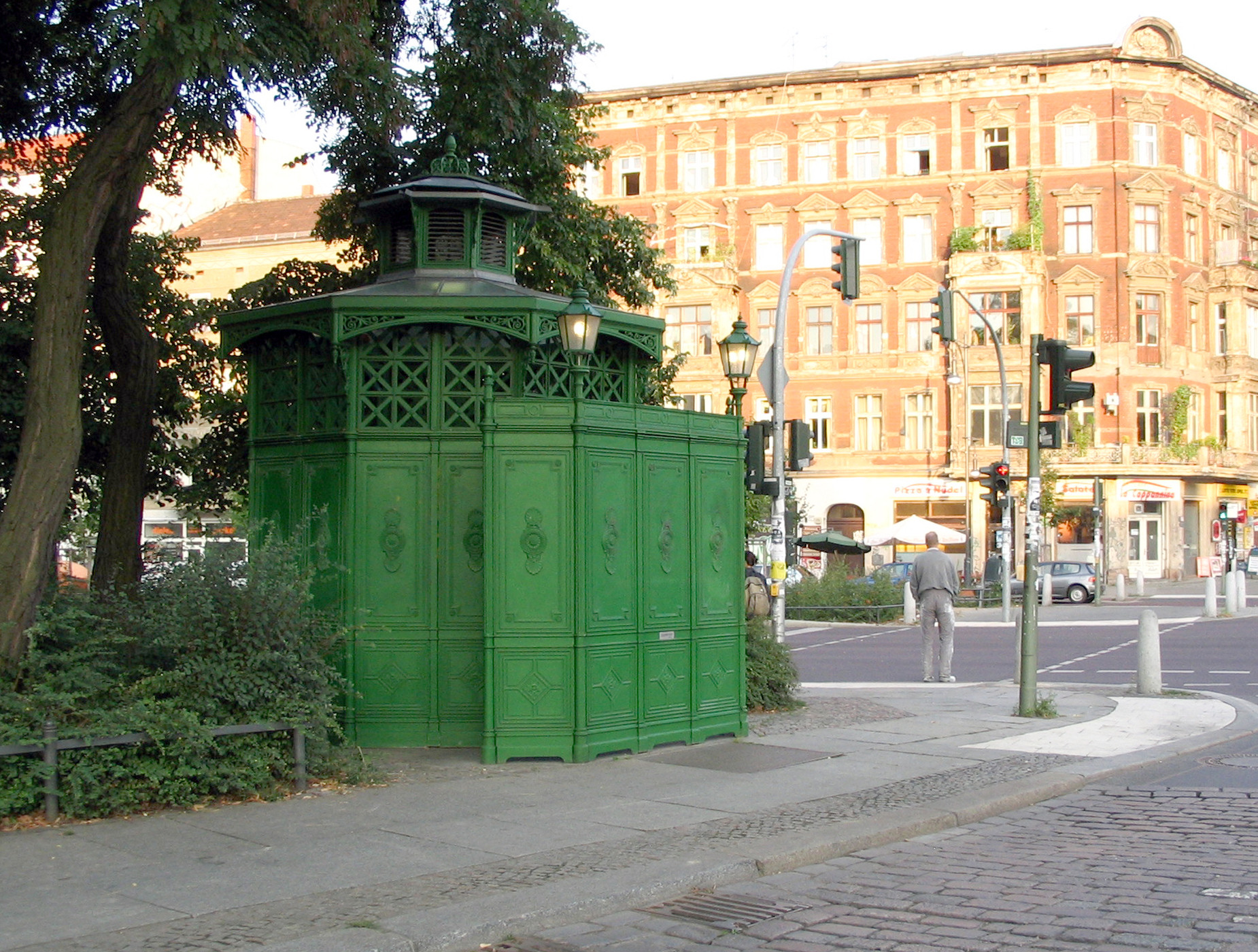
U-Bahnhof Senefelderplatz
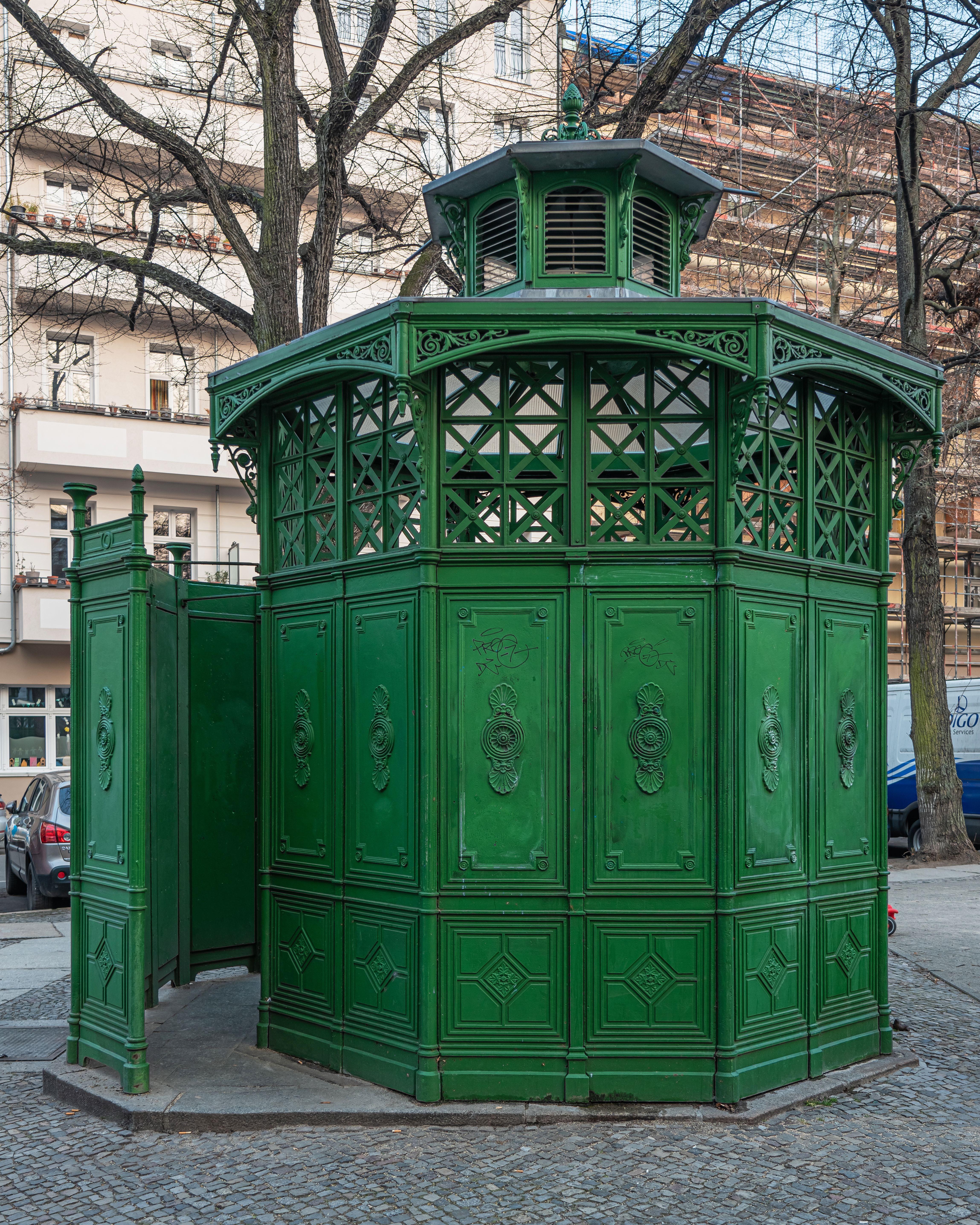
Stephankiez

## Standorte
Heute existieren noch mehr als 30 Einrichtungen, wobei sie sich teilweise nicht mehr an ihren ursprünglichen Plätzen befinden.
- Hermsdorf: Ecke Fellbacher Platz/Heinsestraße (Lage, nach modernen Standards umgebaut)
- Kreuzberg: Ecke Chamissoplatz/Arndtstraße (Lage)
- Mitte: Ecke Gendarmenmarkt/Französische Straße/Markgrafenstraße (ehemalige Lage, nach modernen Standards umgebaut, inzwischen abgeräumt)[2]
- Moabit: Ecke Huttenstraße/Wiebestraße (Lage, verschlossen)
- Moabit: Ecke Stephanplatz/Stephanstraße/Havelberger Straße im Stephankiez (Lage)
- Moabit: Ecke Unionplatz/Siemensstraße/Oldenburger Straße (Lage)
- Mariendorf: Ecke Friedenstraße / Mariendorfer Damm, Nähe U-Bahnhof Alt-Mariendorf (Lage, Eintrag 09075197 in der Berliner Landesdenkmalliste)
- Neukölln: Ecke Karl-Marx-Straße/Kirchhofstraße (Lage)
- Prenzlauer Berg: Ecke Senefelderplatz/Schönhauser Allee/Metzer Straße (Lage)
- Schöneberg: Ecke Leuthener Platz/Leuthener Straße/Naumannstraße (Lage)
- Tegel: Ecke Schloßstraße/Berliner Straße, nähe U-Bahnhof Alt-Tegel (Lage)
- Wedding: Ecke Malplaquetstraße/Utrechter Straße (ehemalige Lage, inzwischen abgeräumt)
- Wedding: Pekinger Platz (Lage)
- Wilmersdorf: Ecke Rüdesheimer Platz/Rüdesheimer Straße (Lage, nach modernen Standards umgebaut)

## Film
In dem Fernsehfilm Herren des Bayerischen Rundfunks von Dirk Kummer aus dem Jahr 2019 sind die Protagonisten Nacht für Nacht unterwegs, um diese Pissoirs zu reinigen. Sie nennen es „Denkmalhygiene“.